# Э-Тауэр
Э-Тауэр (порт. E-Tower) — 37-этажный небоскрёб в Сан-Паулу. Это тринадцатый по высоте небоскрёб в Бразилии. Это одно из самых энергоэффективных зданий в городе.
Строительство небоскрёба началось в 2002 году и было завершено к 2005 году. Высота небоскрёба составляет 148 м, площадь — 51,225 м². Проект Э-Тауэр был разработан архитектурным бюро Aflalo & Gasperini Arquitetos.
На крыше здания расположена вертолётная площадка.